# Ana Rosenfeld
Ana Mirta Rosenfeld (Buenos Aires, 13 de diciembre de 1954) es una abogada, maestra de hebreo, empresaria y escritora argentina. Se la conoce por ser una personalidad que genera interés en la opinión pública.

## Biografía
Rosenfeld estudió en la Escuela Superior de Comercio Carlos Pellegrini. Es maestra de hebreo, y su educación universitaria fue en la Universidad de Buenos Aires. Se especializó en divorcios femeninos y resguardo del honor.
Es conocida por representar a más de cincuenta celebridades argentinas, entre ellas Moria Casán, Susana Giménez, Carmen Barbieri, Carolina Ardohain, Evangelina Salazar, Nacha Guevara, Marcelo Polino, Laura Fidalgo, Karina Jelinek,Cinthia Fernández, Flavio Mendoza, Silvina Luna o Jimena Barón, así como a la actriz y vedette Beatriz Salomón, para quien trabajó durante doce años.
Dirige un estudio, tiene a su cargo dieciséis empleadas.
En 2013, fue tapa de la revista Noticias junto con Miguel Ángel Pierri y Fernando Burlando; por ser abogados que suelen aparecer en la televisión y estar al frente de causas judiciales que generan interés en la opinión pública.
Contrajo matrimonio con Marcelo Samuel Frydlewski, son padres de Pamela, y de la abogada Stephanie Frydlewski Rosenfeld. La familia es dueña de uno de los yates más lujosos de Punta del Este, Uruguay.

## Controversia
El 20 de noviembre de 2019, la Sala I del Tribunal de Disciplina del Colegio de Abogados de la Capital Federal le suspendió la matrícula por el término de un año. El Tribunal de Disciplina determinó que Ana Rosenfeld violó uno de los principios de ética (el secreto profesional). La violación del secreto profesional ocurrió cuando reveló conversaciones que tuvo con su entonces cliente Juan Darthés. 
Rosenfeld respondió ante la suspensión de su matrícula: «Me condenan por ser mujer; voy a llevar esto hasta la Corte». Además sostuvo: «Jamás revelé, ni revelaré las cosas que me dijo el señor Juan Darthés, el día que tomé la decisión, como mujer, de apartarme de su defensa». Rosenfeld apeló el fallo ante la Cámara Contencioso Administrativo, pero se rechazó su apelación y quedó firme la suspensión de su matrícula, que impidió su ejercicio hasta noviembre de 2021.

## Libro
| Año  | Título                   | ISBN          | Editorial | Otros                  |
| ---- | ------------------------ | ------------- | --------- | ---------------------- |
| 2013 | El terror de los maridos | 9789504934837 | Planeta   | Con varias reedicones. |